# Joël Gourdon
Pour les articles homonymes, voir Gourdon.
Joël Gourdon est un écrivain français spécialisé dans la période des croisades ayant contribué à la collection Histoires à jouer.

## Publications
- Le Trésor du Yucatán, Joël Gourdon, ill. de Joël Bordier, Histoires à Jouer, Les livres à remonter le temps, Presses pocket , février 1987,  (ISBN 9782266018913).
- Aventure en Terre Sainte, Joël Gourdon ; ill. de Philippe Lechien,  Histoires à Jouer, Les livres à remonter le temps, Librairie générale française, juin 1988,  (ISBN 9782253046820).
- Le Choc des mondes : 1929 à nos jours, Joël Gourdon, Anne-Marie Guérout-Jesset, Henri Peretti, Sedes, 1988,  (ISBN 2-7181-3997-8).
- Le cygne et l'éléphant. Renaud de Chatillon, le croisé qui aurait fait chuter Jérusalem, Joël Gourdon, Éditions Le Manuscrit, 2001,  (ISBN 9782748111552).
- Léon, le dernier roi d'Arménie : biographie, Éd. Persée, 2010,  (ISBN 978-2-35216-623-8).